# Завойско езеро
Завойското езеро е язовир в Стара планина на река Височица, в  Пиротски окръг, в Сърбия. 

## География
Разположено е на река Височица, на 15 км северно от Пирот в старопланинската котловина Висок. Езерото е естествено образувал се водоем при природен катаклизъм, впоследствие превърнат в язовир с оформянето на стена в северозападния му край. 
Високопланинското Завойско езеро дълго 14 км и широко от няколко метра (16 м при пробива в скалните ритли на ждрелото след с. Пъклещица) до 2 км (при ръкавите му след Болярица), с дълбочината си до над 60 м е едно от най-дълбоките на Балканите, то се образува се след природен катаклизъм в нощта на 23 срещу 24 февруари 1963 г. свличането продължава и на 25 февруари и със свлекли се 1,3 км, дълги, 220 м широки и 50 м високи скални маси и почва окончателно е заприщено течението на идващата отвъд сегашната българо-сръбска граница р. Височица, тогава са залети селата Завой, Голяма и малка Луканя, днес жителите им са се преселени в кв. Нови Завой в Пирот и в околните села.
В самия югоизточен край където започва езерото на брега на р. Височица е с. Пъклещица, в близост са селата Копривщица, Гостуша, Бяла, Темско, Сопот и др. Забележителни са недалечните средновековен български Темски манастир от XI век и останките от български град-крепост Темско (Темъц) последната българска твърдина на цар Константин II Асен паднала под османска власт в 1408-1409 г. През езерото е прехвърлен 140 метровия Белски мост към пътя по билото на високия 1170 м рид извисяващ се стръмно на над 560 м над езерото свързващ селата Бяла (Бела на местния диалект) и Гостуша с Копривщица (отстояща на 2,5 км от брега), и през нея с близкия Пирот. Езерото язовир се устройва и като хидроенергиен обект с висока 86 м, широка 10 м и дълга 290 м стена в североизточния му край и два дълги съответно 0,92 км със сечение 10,7 кв. м и 8,566 км с диаметър 8,4 м тунела и инсталирана мощност 80 мW. На езерото е ваканционното селище и къмпинг „Болярица“ (kamp Buljarice)

## Туризъм
По протежение на брега и в близката планина има построени вили, почивни бази и много места за излети, езерото е известно място за високопланински спортен риболов, във водите му е изобилна бялата риба, а реките Височица и вливащата се в езерото Белска река идваща от с. Бяла са богати на планинска пъстърва.

## Превръщането в язовир
Още в края на 60-те години на XX век югославското правителство решава да използва новообразувания воден басейн за производство на електроенергия. През 1967 г. започва изграждането на язовирна стена в североизточния край на езерото, която да подсили естествената земна преграда и да позволи контролирането на водния обем.
Стената е завършена през 1983 г., а към 1990 г. е изграден и целият хидроенергиен комплекс, включващ два тунела и електроцентрала. Това превръща Завойското езеро от естествен водоем в многофункционален язовир, който днес играе ключова роля за електропроизводството и водоснабдяването в района на Пирот.
Завойското езеро е пример за това как едно природно бедствие може да доведе до изграждането на важен индустриален обект, който едновременно с това се превръща и в популярна туристическа дестинация.[източник? (Поискан преди 1 ден)]

## Топографска карта
- Лист от карта K-34-34. Мащаб: 1 : 100 000.